# 13610 Lilienthal
13610 Lilienthal è un asteroide della fascia principale. Scoperto nel 1994, presenta un'orbita caratterizzata da un semiasse maggiore pari a 2,3917206 UA e da un'eccentricità di 0,1362028, inclinata di 5,97356° rispetto all'eclittica.